# Antônio Ribas Pinheiro Machado Neto
Antônio Ribas Pinheiro Machado Neto (? —?) foi um político brasileiro.
Foi eleito deputado estadual, pelo PCB, para a 37ª Legislatura da Assembleia Legislativa do Rio Grande do Sul, de 1947 a 1951.